# Gilbert Burns
Pour les articles homonymes, voir Burns.
Gilbert Burns, né le 20 juillet 1986 à Niterói (Brésil), est un pratiquant brésilien d'arts martiaux mixtes (MMA). Il combat actuellement dans la catégorie des poids mi-moyens de l'Ultimate Fighting Championship (UFC).

## Jeunesse et débuts en jiu-jitsu brésilien
Gilbert Alexander Pontes Burns naît le 20 juillet 1986 à Niterói, dans l'État de Rio de Janeiro, au Brésil. Lorsqu'il était jeune, son père lui a proposé de réparer la voiture d'un client en échange de trois mois de cours de jiu-jitsu pour tous ses garçons. Gilbert Burns commence à s'entraîner à l'Academia Associação Oriente, une filiale de Nova União dirigée par Welton Ribeiro.

## Carrière dans les arts martiaux mixtes

### Débuts (2012-2014)
Le 28 janvier 2012, il affronte l'Américain José Salgado à Saint George, dans l'Utah, et remporte le combat par soumission. Le 15 juin 2012, il affronte le Brésilien Herles dos Santos à São Paulo au Brésil, et remporte le combat par soumission. Le 27 juillet 2012, il affronte le Brésilien Vinicius Bohrer à Rio de Janeiro, au Brésil, et remporte le combat par soumission. Le 4 août 2012, il affronte le Brésilien Paulo Roberto à Salvador, au Brésil, et remporte le combat par KO technique.
Le 25 mars 2013, il affronte le Brésilien Rodolfo Coronel à Rio de Janeiro, au Brésil, et remporte le combat par soumission. Le 5 décembre 2013, il affronte le Brésilien Paulo Gonçalves à Maceió, au Brésil, et remporte le combat par KO. Le 2 mai 2014, il affronte le Brésilien Paulo Teixeira à Rio de Janeiro, au Brésil, et remporte le combat par KO technique.

### Ultimate Fighting Championship (depuis 2014)
Le 26 juillet 2014, il affronte le Suèdois Andreas Ståhl à San José, en Californie, et remporte le combat par décision unanime. Le 25 octobre 2014, il affronte l'Américain Christos Giagos à Rio de Janeiro, au Brésil, et remporte le combat par soumission. Sa prestation est désignée Performance de la soirée. Le 21 mars 2015, il affronte le Brésilien Alex Oliveira à Rio de Janeiro, au Brésil, et remporte le combat par soumission. Sa prestation est désignée Performance de la soirée. Le 7 novembre 2015, il affronte le Russe Rashid Magomedov à São Paulo, au Brésil, et perd le combat par décision unanime.
Le 7 juillet 2016, il affronte le Polonais Łukasz Sajewski à Las Vegas, dans le Nevada, et remporte le combat par soumission. Le 24 septembre 2016, il affronte le Brésilien Michel Prazeres à Brasília, au Brésil, et perd le combat par décision unanime. Le 16 septembre 2017, il affronte le Canadien Jason Saggo à Pittsburgh, en Pennsylvanie, et remporte le combat par KO.
Le 14 avril 2018, il affronte l'Américain Dan Moret à Glendale, dans l'Arizona, et remporte le combat par KO. Le 7 juillet 2018, il affronte le Néo-Zélandais Dan Hooker à Las Vegas, dans le Nevada, et perd le combat par KO. Le 8 décembre 2018, il affronte le Canadien Olivier Aubin-Mercier à Toronto, au Canada, et remporte le combat par décision unanime. Le 27 avril 2019, il affronte l'Américain Mike Davis à Sunrise, en Floride, et remporte le combat par soumission. Le 10 août 2019, il affronte le Russe Alexey Kunchenko à Montevideo, en Uruguay, et remporte le combat par décision unanime. Le 28 septembre 2019, il affronte l'Islandais Gunnar Nelson à Copenhague, au Danemark, et remporte le combat par décision unanime.
Le 14 mars 2020, il affronte le Brésilien Demian Maia à Brasília, au Brésil, et perd le combat par KO technique. Sa prestation est désignée Performance de la soirée. Le 30 mai 2020, il affronte l'Américain Tyron Woodley à Las Vegas, dans le Nevada, et remporte le combat par décision unanime. Sa prestation est désignée Performance de la soirée. Le 13 février 2021, il affronte le Nigérian Kamaru Usman à Las Vegas, dans le Nevada, et perd le combat par KO technique. Le 10 juillet 2021, il affronte l'Américain Stephen Thompson à Las Vegas, dans le Nevada, et remporte le combat par décision unanime.
Le 9 avril 2022, il affronte le Suédois Khamzat Chimaev à Jacksonville, en Floride, et perd le combat par décision unanime. Sa prestation est désignée Combat de la soirée. Le 21 janvier 2023, il affronte l'Américain Neil Magny à Rio de Janeiro, au Brésil, et remporte le combat par soumission. Le 8 avril 2023, il affronte l'Américain Jorge Masvidal à Miami, en Floride, et remporte le combat par décision unanime. Le 6 mai 2023, il affronte l'Américain Belal Muhammad à Newark, dans le New Jersey, et perd le combat par décision unanime.

## Palmarès

### Distinctions
- Ultimate Fighting Championship
  - Performance de la soirée (× 4) : face à Christos Giagos, Alex Oliveira, Demian Maia et Tyron Woodley[8],[10],[22],[24].
  - Combat de la soirée (× 1) : face à Khamzat Chimaev[28].

### Palmarès en arts martiaux mixtes
| 31 combats     | 22 victoires | 9 défaites |
| Par KO         | 6            | 4          |
| Par soumission | 9            | 0          |
| Sur décision   | 7            | 5          |

| Résultat | Record | Adversaire            | Méthode                                | Événement                                   | Date              | Round | Temps | Lieu                              | Notes                                             |
| -------- | ------ | --------------------- | -------------------------------------- | ------------------------------------------- | ----------------- | ----- | ----- | --------------------------------- | ------------------------------------------------- |
| Défaite  | 22-9   | Michael Morales       | TKO (coups de poing)                   | Soirée de combat UFC : Burns contre Morales | 17 mai 2025       | 1     | 3:39  | Enterprise, Nevada, États-Unis    |                                                   |
| Défaite  | 22-8   | Sean Brady            | Décision unanime                       | UFC Vegas 97: Burns vs. Brady               | 8 septembre 2024  | 5     | 5:00  | Las Vegas, Nevada, États-Unis     |                                                   |
| Défaite  | 22-7   | Jack Della Maddalena  | TKO (coups de coude et coups de poing) | UFC 299: O’Malley vs Vera 2                 | 10 mars 2024      | 3     | 1:17  | Miami, Floride                    |                                                   |
| Défaite  | 22-6   | Belal Muhammad        | Décision unanime                       | UFC 288                                     | 6 mai 2023        | 5     | 5:00  | Newark, New Jersey, États-Unis    |                                                   |
| Victoire | 22-5   | Jorge Masvidal        | Décision unanime                       | UFC 287                                     | 8 avril 2023      | 3     | 5:00  | Miami, Floride, États-Unis        |                                                   |
| Victoire | 21-5   | Neil Magny            | Soumission (Arm-Triangle Choke)        | UFC 283                                     | 21 janvier 2023   | 1     | 4:15  | Rio de Janeiro, Brésil            |                                                   |
| Défaite  | 20-5   | Khamzat Chimaev       | Décision unanime                       | UFC 273                                     | 9 avril 2022      | 3     | 5:00  | Jacksonville, Floride, États-Unis | Combat de la soirée.                              |
| Victoire | 20-4   | Stephen Thompson      | Décision unanime                       | UFC 264                                     | 10 juillet 2021   | 3     | 5:00  | Las Vegas, Nevada, États-Unis     |                                                   |
| Défaite  | 19-4   | Kamaru Usman          | TKO (coups de poing)                   | UFC 258                                     | 13 février 2021   | 3     | 0:34  | Las Vegas, Nevada                 | Pour le titre des poids mi-moyens de l’UFC.       |
| Victoire | 19-3   | Tyron Woodley         | Décision unanime                       | UFC on ESPN: Woodley vs. Burns              | 30 mai 2020       | 5     | 5:00  | Las Vegas, Nevada                 | Performance de la soirée.                         |
| Victoire | 18-3   | Demian Maia           | TKO (coups de poing)                   | UFC Fight Night: Lee vs. Oliveira           | 14 mars 2020      | 1     | 2:34  | Brasília, Brésil                  | Performance de la soirée.                         |
| Victoire | 17-3   | Gunnar Nelson         | Décision unanime                       | UFC Fight Night: Hermansson vs. Cannonier   | 28 septembre 2019 | 3     | 5:00  | Copenhague, Danemark              |                                                   |
| Victoire | 16-3   | Alexey Kunchenko      | Décision unanime                       | UFC Fight Night: Shevchenko vs. Carmouche 2 | 10 août 2019      | 3     | 5:00  | Montevideo, Uruguay               | Retour en poids mi-moyens.                        |
| Victoire | 15-3   | Mike Davis            | Soumission                             | UFC Fight Night: Jacaré vs. Hermansson      | 27 avril 2019     | 2     | 4:15  | Sunrise, Floride                  |                                                   |
| Victoire | 14-3   | Olivier Aubin-Mercier | Décision unanime                       | UFC 231                                     | 8 décembre 2018   | 3     | 5:00  | Toronto, Canada                   |                                                   |
| Défaite  | 13-3   | Dan Hooker            | KO (coups de poing)                    | UFC 226                                     | 7 juillet 2018    | 1     | 2:28  | Las Vegas, Nevada                 |                                                   |
| Victoire | 13-2   | Dan Moret             | KO (coups de poing)                    | UFC on Fox: Poirier vs. Gaethje             | 14 avril 2018     | 2     | 0:59  | Glendale, Arizona                 |                                                   |
| Victoire | 12-2   | Jason Saggo           | KO (coup de poing)                     | UFC Fight Night: Rockhold vs. Branch        | 16 septembre 2017 | 2     | 4:55  | Pittsburgh, Pennsylvanie          |                                                   |
| Défaite  | 11-2   | Michel Prazeres       | Décision unanime                       | UFC Fight Night: Cyborg vs. Länsberg        | 24 septembre 2016 | 3     | 5:00  | Brasília, Brésil                  |                                                   |
| Victoire | 11-1   | Łukasz Sajewski       | Soumission                             | UFC Fight Night: dos Anjos vs. Alvarez      | 7 juillet 2016    | 1     | 4:57  | Las Vegas, Nevada                 |                                                   |
| Défaite  | 10-1   | Rashid Magomedov      | Décision unanime                       | UFC Fight Night: Belfort vs. Henderson 3    | 7 novembre 2015   | 3     | 5:00  | São Paulo, Brésil                 |                                                   |
| Victoire | 10-0   | Alex Oliveira         | Soumission                             | UFC Fight Night: Maia vs. LaFlare           | 21 mai 2015       | 3     | 4:14  | Rio de Janeiro, Brésil            | Performance de la soirée.                         |
| Victoire | 9-0    | Christos Giagos       | Soumission                             | UFC 179                                     | 25 octobre 2014   | 1     | 4:57  | Rio de Janeiro, Brésil            | Retour en poids légers. Performance de la soirée. |
| Victoire | 8-0    | Andreas Ståhl         | Décision unanime                       | UFC on Fox: Lawler vs. Brown                | 26 juillet 2014   | 3     | 5:00  | San José, Californie              | Début en poids mi-moyens.                         |
| Victoire | 7-0    | Paulo Teixeira        | TKO (coups de poing)                   | Face to Face 7                              | 2 mai 2014        | 1     | 1:02  | Rio de Janeiro, Brésil            |                                                   |
| Victoire | 6-0    | Paulo Gonçalves       | KO (coup de poing)                     | Coliseu Extreme Fight 8                     | 5 décembre 2013   | 1     | 4:57  | Maceió, Brésil                    |                                                   |
| Victoire | 5-0    | Rodolfo Coronel       | Soumission                             | Mixed Submission and Strike Arts 3          | 25 mars 2013      | 1     | 3:41  | Rio de Janeiro, Brésil            |                                                   |
| Victoire | 4-0    | Paulo Roberto         | TKO (coups de poing)                   | CPMMAF: Champion Fights                     | 4 août 2012       | 1     | 1:30  | Salvador, Brésil                  |                                                   |
| Victoire | 3-0    | Vinicius Bohrer       | Soumission                             | Watchout Combat Show 20                     | 27 juillet 2012   | 1     | 1:59  | Rio de Janeiro, Brésil            |                                                   |
| Victoire | 2-0    | Herles dos Santos     | Soumission                             | Ichigeki Fight Show                         | 15 juin 2012      | 1     | 3:30  | São Paulo, Brésil                 |                                                   |
| Victoire | 1-0    | José Salgado          | Soumission                             | Crown Fighting Championships 5              | 28 janvier 2012   | 1     | 2:40  | Saint George, Utah                | Début en poids légers.                            |